# 岸一美
岸 一美（きし かずみ、1975年11月25日 - ）は、日本の元女子サッカー選手。元サッカー日本女子代表。現役時代のポジションはフォワード。

## 来歴
本庄第一高等学校で女子サッカー部に所属し、卒業後は宝塚バニーズレディースサッカークラブ、浦和レイナスFCでプレー。2000年、2001年と2年連続で日本女子サッカーリーグ敢闘賞を受賞した。
サッカー日本女子代表では、1998年5月21日、アメリカ合衆国代表との試合でデビューした。その後、12月の1998年アジア競技大会にも出場した。大会では2試合に出場し、グループリーグ3試合目のベトナム戦では2得点をあげた。日本は3位だった。2001年まで通算で9試合に出場し、2得点した。

## タイトル

### 個人
- 日本女子サッカーリーグ 敢闘賞: 2回 (2000年、2001年)

## 代表歴
- 1998年5月21日 - 日本女子代表初出場 -  アメリカ合衆国戦 (国際親善試合、兵庫県)
- 1998年12月12日 - 日本女子代表初得点 -  ベトナム戦 (1998年アジア競技大会、タイ・バンコク)

### 出場大会など
- 1998年アジア競技大会（3位）

### 試合数
| 日本代表 | 国際Aマッチ | 国際Aマッチ |
| 年       | 出場        | 得点        |
| -------- | ----------- | ----------- |
| 1998     | 5           | 2           |
| 1999     | 1           | 0           |
| 2001     | 3           | 0           |
| 通算     | 9           | 2           |

- 出典: なでしこジャパン（日本女子代表）試合別出場記録[4]

### 出場
| # | 開催日         | 開催地       | 会場                               | 相手           | 結果 | 監督     | 大会            |
| - | -------------- | ------------ | ---------------------------------- | -------------- | ---- | -------- | --------------- |
| 1 | 1998年05月21日 | 兵庫県       | 神戸総合運動公園ユニバー記念競技場 | アメリカ合衆国 | ●0-2 | 宮内聡   | キリンカップ    |
| 2 | 1998年05月24日 | 神奈川県     | 横浜国際総合競技場                 | アメリカ合衆国 | ●0-3 | 宮内聡   | キリンカップ    |
| 3 | 1998年10月26日 | ソウル       |                                    | 韓国           | △1-1 | 宮内聡   | 国際親善試合    |
| 4 | 1998年12月08日 | バンコク     |                                    | タイ           | ○6-0 | 宮内聡   | アジア大会      |
| 5 | 1998年12月12日 | バンコク     |                                    | ベトナム       | ○8-0 | 宮内聡   | アジア大会      |
| 6 | 1999年05月02日 | カールストン |                                    | アメリカ合衆国 | ●0-7 | 宮内聡   | 国際親善試合    |
| 7 | 2001年08月03日 | 蔚山         |                                    | 韓国           | △1-1 | 池田司信 | 極東4ヶ国対抗戦 |
| 8 | 2001年08月05日 | 江陵         |                                    | 中国           | △2-2 | 池田司信 | 極東4ヶ国対抗戦 |
| 9 | 2001年08月08日 | 水原         |                                    | ブラジル       | △1-1 | 池田司信 | 極東4ヶ国対抗戦 |

### ゴール
| # | 開催年月日     | 開催地   | 対戦国   | 勝敗  | 試合概要             |
| - | -------------- | -------- | -------- | ----- | -------------------- |
| 1 | 1998年12月12日 | バンコク | ベトナム | ○ 8-0 | 1998年アジア競技大会 |
| 2 | 1998年12月12日 | バンコク | ベトナム | ○ 8-0 | 1998年アジア競技大会 |